# Ippolito de Rossi
Ippolito de Rossi (San Secondo, 31 de outubro de 1531 - Roma, 28 de abril de 1591) foi um cardeal do século XVII

## Biografia
Nasceu em San Secondo em 31 de outubro de 1531. Terceiro dos filhos de Pier Maria de' Rossi, conde de San Secondo, e Camilla Gonzaga. Sobrinho do bispo Giangirolamo de' Rossi de Pavia, a quem sucedeu nessa sé. Parente dos Cardeais Giovanni Vincenzo Gonzaga, OSIo.Hier. (1578) e Scipione Gonzaga (1587).
Estudou teologia e direito, nelle più cellebri Università d'Italia..
Recebeu a tonsura clerical. Camareiro particular e protonotário apostólico no pontificado do Papa Pio IV..
Em setembro de 1560, recebeu todas as ordens sagradas do bispo Borso de Merli de Bobbio..
Eleito bispo titular da Conoviense e coadjutor de Pavia, com direito sucessório, a 4 de setembro de 1560. Consagrado, setembro de 1560 (sem mais informações encontradas). Participou do Concílio de Trento, 1562-1563. Sucedeu à sé de Pavia, a 4 de setembro de 1564..
Criado cardeal diácono no consistório de 18 de dezembro de 1585; recebeu o gorro vermelho e a diaconia de S. Maria in Portico Octaviae , em 15 de janeiro de 1586. Optou pelo título de S. Biagio dell'Anello, em 27 de abril de 1587. Participou do primeiro conclave de 1590 , que elegeu o Papa Urbano VII. Participou do segundo conclave de 1590, que elegeu o papa Gregório XIV..
Morreu em Roma em 28 de abril de 1591. Enterrado em seu título. Mais tarde, trasladado para a igreja de S. Carlo ai Catinari, Roma, e sepultado em frente ao altar da capela de S. Anna.